# Jesu Liv
Jesu Liv er en fransk stumfilm fra 1906 af Alice Guy-Blaché.